# 小行星2092
小行星2092（2092 Sumiana）是一颗围绕太阳公转的小行星。1969年10月16日，柳德米拉·切爾尼赫在克里米亚发现了此天体。
該小行星以烏克蘭的城市蘇梅命名。
这颗小行星的绝对星等为205.99855等。